# Andrés Velasco Brañes
Andrés Velasco Brañes (Santiago, 30 de agosto de 1960) es un economista, académico, consultor y político chileno, miembro fundador del partido Ciudadanos, del cual ejerció como presidente entre 2016 y 2018. Fue ministro de Hacienda durante todo el primer gobierno de Michelle Bachelet (2006-2010).

## Biografía
Hijo de Eugenio Velasco Letelier, político radical, y de la abogada Marta Brañes Ballesteros. Nieto del diputado radical Raúl Brañes Farmer.
Realizó sus primeros estudios en The Grange School, entre 1967 y 1976, año en que viajó a Massachusetts, luego de que su padre debiera huir de Chile al exilio con su familia producto de la persecución de la dictadura militar instaurado después del Golpe de Estado encabezado por el dictador Augusto Pinochet en 1973.
Terminó la educación secundaria en Groton School, en la ciudad homónima y continuó sus estudios en la Universidad de Yale (New Haven, Connecticut), donde se especializó en Philosophy and Economics (1982) y luego hizo allí mismo una maestría en Relaciones Exteriores (1984). Pasó después a la  Universidad de Columbia (Nueva York), donde obtuvo un Ph.D. en Economía (1989). Años después profundizaría sus estudios en Economía Política en el Massachusetts Institute of Technology (MIT) y en la Universidad de Harvard.
El 4 de enero de 2003 contrajo matrimonio con la periodista Consuelo Saavedra, conductora del principal noticiero televisivo de Chile, emitido por TVN. Son padres de tres hijos: Rosa, Ema y Gaspar.

## Carrera académica
Se ha desempeñado como profesor asistente en las universidades de Columbia y de Nueva York. Entre 2002 y 2008 fue profesor titular de la cátedra Sumitomo de Desarrollo y Finanzas Internacionales en la John F. Kennedy School of Government de la Universidad de Harvard.
En lo profesional, ha sido investigador asociado de la Corporación de Estudios para Latinoamérica (1987), coordinador de Finanzas Internacionales del Ministerio de Hacienda (1990-1992), negociador del NAFTA (1995) asesor de los gobiernos de El Salvador, Ecuador y México (1996-2003) consultor del BID, BM, FMI, Cepal y del Banco Central de Chile. Fue fundador y presidente de la Corporación Expansiva entre 2001 y 2006.
Presidió la Asociación de Economía de América Latina y el Caribe (LACEA) entre el 2006 y 2007. Desde sus inicios en 1999 y hasta el 2005 fue el editor de la destacada revista especializada de LACEA, Economía.
En septiembre de 2018 asumió como decano en el recién fundado Instituto de Políticas Públicas de la London School of Economics.
A sus numerosos estudios sobre materias económicas y de políticas públicas, suma la publicación dos obras de ficción: Vox Populi (1995) y Lugares comunes (2003).

## Carrera política

### Ministro de Bachelet

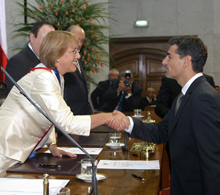
Velasco asumiendo como ministro de Hacienda de Chile.

Para poder integrarse en la campaña presidencial de Michelle Bachelet, pidió un año sabático en la Universidad de Harvard. Si bien su padre era militante del Partido Radical, Velasco no pertenecía a ninguna colectividad política y se presentó como independiente a apoyar la candidatura de Bachelet, de la que se convirtió al poco tiempo en el principal asesor económico. 
Tras la victoria de Bachelet en segunda vuelta en 2006, Velasco fue nombrado ministro de Hacienda, cargo que asumió el 11 de marzo de 2006. En esa calidad, entre marzo de 2006 y marzo de 2010 le correspondió en 7 ocasiones asumir el mando del país como vicepresidente de la República.

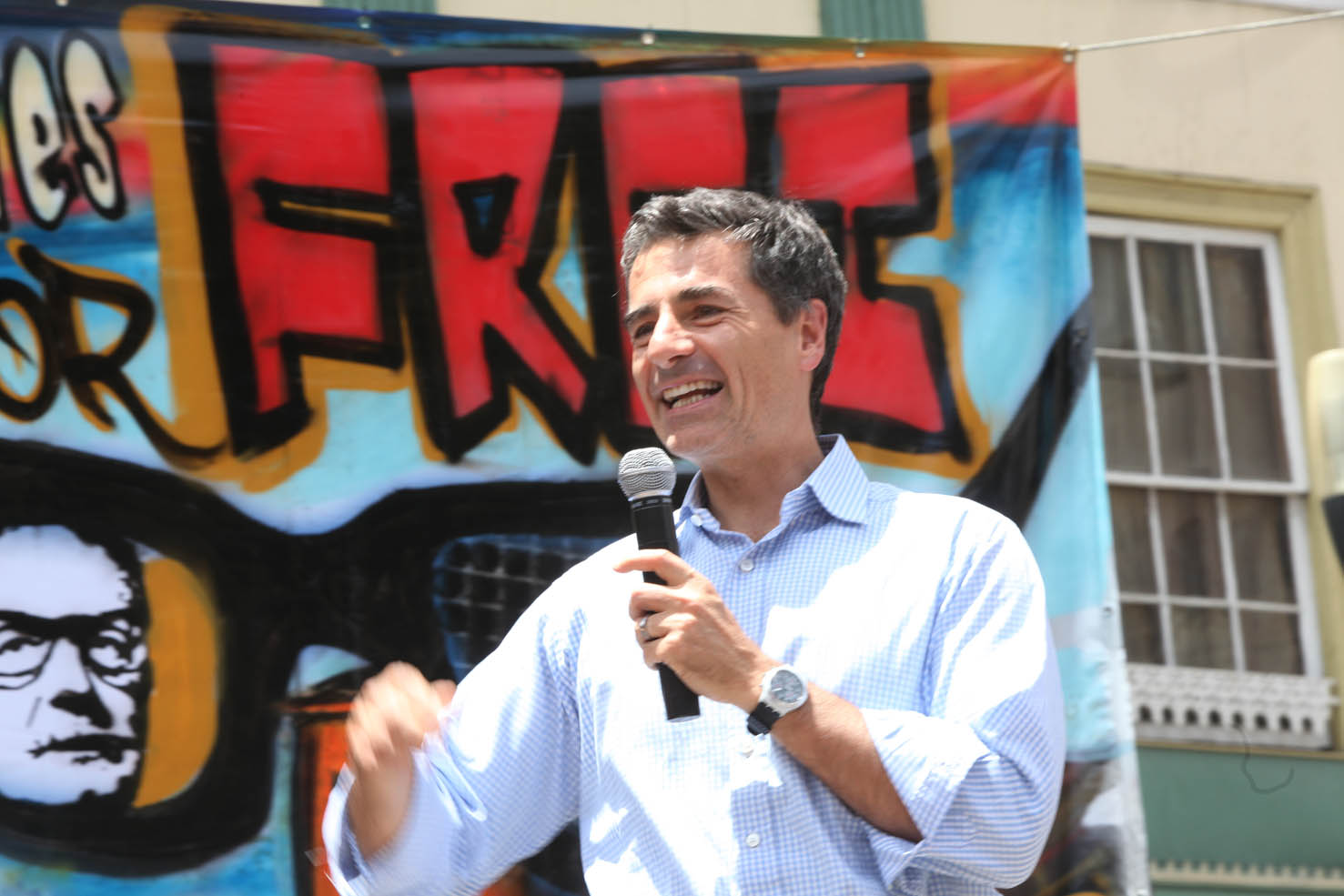
Velasco a fines de 2009, haciendo campaña por Eduardo Frei.

Recibió numerosas distinciones por la conducción de la política económica de Chile, especialmente durante la crisis financiera internacional. En 2008, sobre la base de las preferencias de los principales economistas, inversionistas y expertos de la región, fue elegido «Ministro de Hacienda del Año de América Latina» por Emerging Markets —publicación oficial de las reuniones anuales del Banco Mundial y el Fondo Monetario Internacional—, “Ministro de Finanzas del Año” por la revista AméricaEconomía. Nuevamente, en 2009, el mundo económico de la región consultado por la revista Latin Trade le otorgó el premio al Líder Innovador del Año. Tales reconocimientos se suman al Premio a la Excelencia en Investigación que le concedió el Banco Interamericano de Desarrollo (BID) en 2006 por su contribución a la investigación económica, al diseño de políticas y a la creación de instituciones de investigación en América Latina y el Caribe.
Participó activamente en la candidatura presidencial del democratacristiano Eduardo Frei Ruiz-Tagle para la elección presidencial de 2009-2010.

### Precandidatura presidencial y Ciudadanos

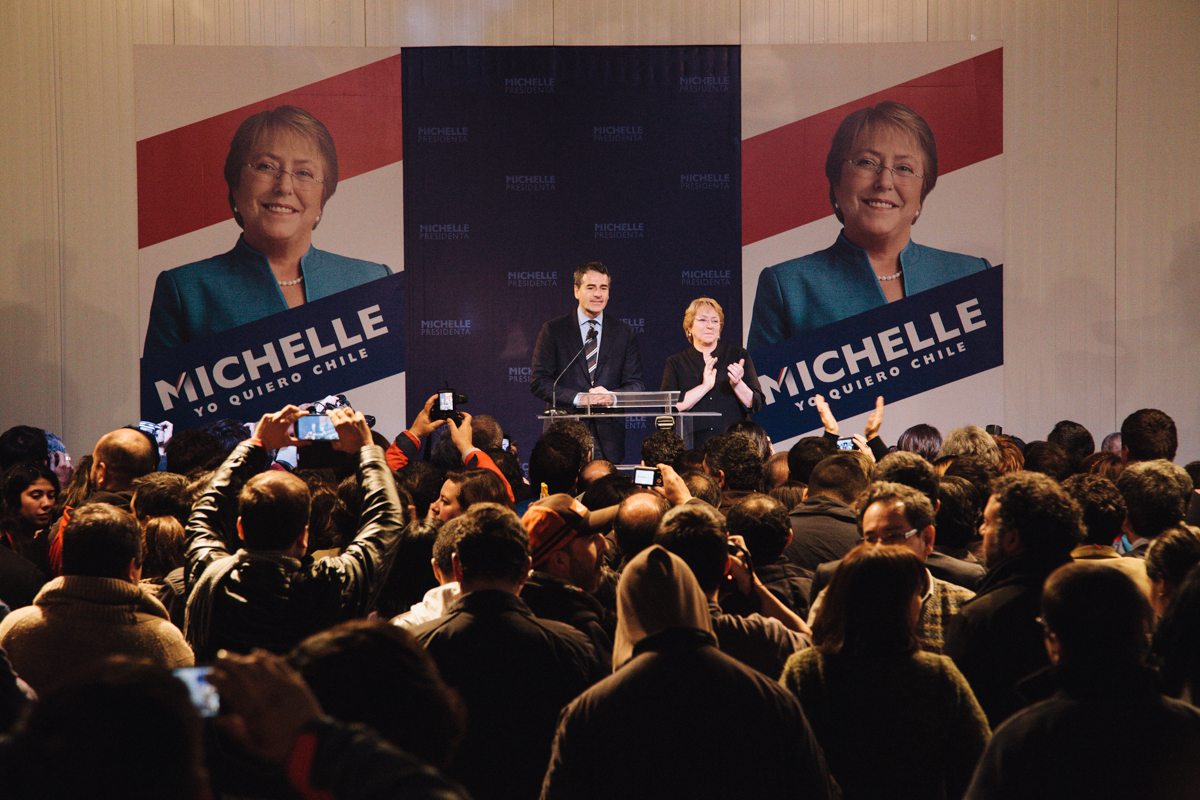
Velasco felicitando a Michelle Bachelet tras su victoria en las primarias de la Nueva Mayoría.

En julio de 2011, en entrevista a Qué Pasa, manifestó su intención de presentarse como candidato presidencial de la Concertación para las elección de 2013.
El exministro lanzó oficialmente su precandidatura en el barrio Yungay de Santiago el 15 de mayo de 2012, y luego confirmó su participación en la primaria presidencial del pacto Nueva Mayoría. A fines de abril de 2013 puso en duda su participación en las primarias a raíz de que los partidos habían rechazado las primarias parlamentarias y evaluó ir directamente a la elección. Pero como la ley impide que los candidatos inscritos en una primaria puedan participar en primera vuelta, Velasco aceptó continuar.
En las primarias del 30 de junio logró el segundo lugar, con un 13% de los votos, tras Michelle Bachelet y esa noche comprometió su apoyo a la candidata ganadora para la elección de noviembre de 2013, a pesar de que no formaría parte de su eventual gobierno. El 7 de octubre de ese año presentó su movimiento político denominado Fuerza Pública, posteriormente renombrado Ciudadanos.
Velasco asumió como presidente del partido Ciudadanos el 11 de diciembre de 2016. Compitió en las elecciones parlamentarias de 2017 por un escaño de senador representando a la región del Maule, en las que obtuvo un 10,5 % de los votos, no resultando elegido.

## Obras
- Trade, Development and the World Economy: Selected Essays of Carlos Díaz-Alejandro. A. Velasco, Editor. Oxford: Basil Blackwell, 1988.
- Vox Populi, novela. Santiago: Editorial Sudamericana, 1995.
- Lugares Comunes, novela. Santiago: Editorial Planeta, 2003.
- Free Trade and Beyond: Prospects for Integration in the Americas. A. Estevaordal, D. Rodrik, A. Taylor and A. Velasco (eds.). Cambridge: Harvard University Press, 2004.
- Contra la desigualdad: el empleo es la clave, escrito junto con Cristóbal Hunneus; prólogo de Michelle Bachelet. Santiago: Debate, 2011

## Historial electoral

### Primarias presidenciales de la Nueva Mayoría de 2013
- Elecciones primarias presidenciales de 2013

|  | 73,06 % |

|  | 5,06 % |

|  | 8,85 % |

|  | 13,01 % |

Considera 13 536 mesas escrutadas de un total nacional de 13 541 (SERVEL).

### Elecciones parlamentarias de 2017
- Elecciones parlamentarias de 2017, candidato a senador por la 9° Circunscripción, Región del Maule (Cauquenes, Chanco, Colbún, Constitución, Curepto, Curicó, Empedrado, Hualañé, Licantén, Linares, Longaví, Maule, Molina, Parral, Pelarco, Pelluhue, Pencahue, Rauco, Retiro, Río Claro, Romeral, Sagrada Familia, San Clemente, San Javier, San Rafael, Talca, Teno, Vichuquén, Villa Alegre, Yerbas Buenas)[21]

| Candidato                         | Pacto                    | Partido | Votos  | %      | Resultados |
| --------------------------------- | ------------------------ | ------- | ------ | ------ | ---------- |
| Juan Antonio Coloma Correa        | Chile Vamos              | UDI     | 58 616 | 15,85% | Senador    |
| Juan Castro Prieto                | Chile Vamos              | IND-RN  | 54 480 | 14,73% | Senador    |
| Andrés Velasco Brañes             | Sumemos                  | CIU     | 38 862 | 10,50% |            |
| Ximena Rincón González            | Convergencia Democrática | PDC     | 38 750 | 10,48% | Senadora   |
| Álvaro Elizalde Soto              | La Fuerza de la Mayoría  | PS      | 30 914 | 8,36%  | Senador    |
| Andrés Zaldívar Larraín           | Convergencia Democrática | PDC     | 29 598 | 8,01%  |            |
| Rodrigo Galilea Vial              | Chile Vamos              | RN      | 28 221 | 7,63%  | Senador    |
| Alfredo Sfeir Younis              | Frente Amplio            | IND-PL  | 21 142 | 5,72%  |            |
| Jorge Tarud Daccarett             | La Fuerza de la Mayoría  | PPD     | 14 095 | 3,81%  |            |
| María Eugenia Lorenzini Lorenzini | Frente Amplio            | RD      | 4781   | 1,29%  |            |